# Du sollst deine Frau ehren
Du sollst deine Frau ehren ist ein dänischer Stummfilm, den Carl Theodor Dreyer 1925 nach dem Bühnenstück Sturz des Tyrannen (Tyrannens Fald, 1919) des Theater- und Drehbuchautors Svend Rindom drehte. Das satirische Alltagsdrama schildert die Bekehrung eines despotischen Ehemannes zum umgänglichen Mustergatten. Die Hauptrollen waren mit den populären dänischen Schauspielern Johannes Meyer, Astrid Holm und Mathilde Nielsen besetzt. Photographiert wurde der Film von George Schnéevoigt, produziert von der Firma A/S Dansk Filmindustrie Palladium.

## Handlung
Held des Filmes ist Viktor, ein wahrer Haustyrann, der seine beruflichen Misserfolge an Frau und Tochter auslässt, die er bei jeder Gelegenheit demütigt. Als er es mit Pedanterie und notorisch schlechter Laune gar zu toll treibt, nimmt Mads, sein früheres Kindermädchen, die Sache in die Hand und schickt kurzerhand Viktors Frau Ida zur Erholung zu ihrer Mutter. Der Haushalt wird neu organisiert: Viktor muss jetzt alle Verrichtungen, die er vorher Frau und Tochter aufgebürdet hat, selber erledigen. Er lernt, wenn auch widerwillig, in einer Art nachgeholtem Erziehungsprozess, das Geschirr abzuspülen, Wäsche zu waschen, das Baby zu wickeln, die Schuhe zu putzen. Vor allem aber lernt er, zu schätzen, was seine Frau bisher für ihn getan hat. Als sie zurückkommt, ist er lammfromm. Und auch im Beruf bekommt er wieder Boden unter den Füßen.

## Hintergrund
Das Werk der A/S Dansk Filmindustrie Palladium hat eine Länge von 2430 Metern. Bei 20 BpS sind das etwa 107 Minuten Laufzeit.
Der Film wurde am 5. Oktober 1925 uraufgeführt. Er kam in der dänischen Originalfassung Du skal ære din hustru für den skandinavischen Markt und in einer Fassung mit englischen Zwischentiteln als Master of the House für den internationalen Vertrieb in den Verleih. In Frankreich lief der Film unter dem Titel Maître du logis. Die verschiedenen Fassungen haben unterschiedliche Längen.
Du skal ære din hustru war einer der wenigen kommerziellen Erfolge Dreyers. Dass der Film vor allem in Frankreich gut aufgenommen wurde, machte es Dreyer möglich, dort 1928 Die Passion der Jungfrau von Orléans (La passion de Jeanne d’Arc) zu drehen, der heute zu den bedeutendsten Filmwerken der gesamten Filmgeschichte gezählt wird.
Als Tonfilm wurde der Stoff 1942 durch den dänischen Regisseur Jon Iversen realisiert.
In Deutschland wurde der Film erst am 28. März 1972 im Fernsehen durch das ZDF mit einer Musikbegleitung des Komponisten Hans Jönsson (1913–1993) öffentlich aufgeführt.
Die digitale Restaurierung des Films auf Grundlage des Nitro-Negativs besorgten 2010 die dänische Produktionsgesellschaft ‘Palladium’ und das Dänische Filminstitut Kopenhagen.

## Neue Musikfassung
Nachdem Hans Jönsson bereits in den 1970er Jahren für das ZDF eine neue Begleitmusik zu Du sollst deine Frau ehren komponiert hatte, schuf die 1959 geborene Berliner Komponistin Sabine Worthmann (Kontrabass) 2012 eine eigene Musikillustration zu dem Film und spielte sie zusammen mit den Musikern Susanne Paul (Cello), Silke Eberhard (Klarinetten), Leonid Soybelman (Gitarre) und Michael Griener (Perkussion) ein. Der Kulturkanal ARTE hat die Aufzeichnung dieser Aufführung am Dienstag, 25. September 2012 um 22.55 Uhr gesendet.

## Wiederveröffentlichung
Der Film erschien im April 2009 auf DVD beim Arthaus Filmvertrieb. Er wurde besprochen durch José Garcia bei textezumfilm.de: „Ein tyrannischer Familienvater, der seine beruflichen Schwierigkeiten und Enttäuschungen an Frau und Kinder abreagiert und die aufopfernde Arbeit seiner Frau missachtet, wird durch eine Verschwörung der Familie kuriert“.